# Jesús Posada
Jesús María Posada Moreno (Soria, 4 de abril de 1945) é um político espanhol.
Foi presidente da Junta de Castela e Leão de 1989 a 1991.